# Grundrisse der Kritik der politischen Ökonomie

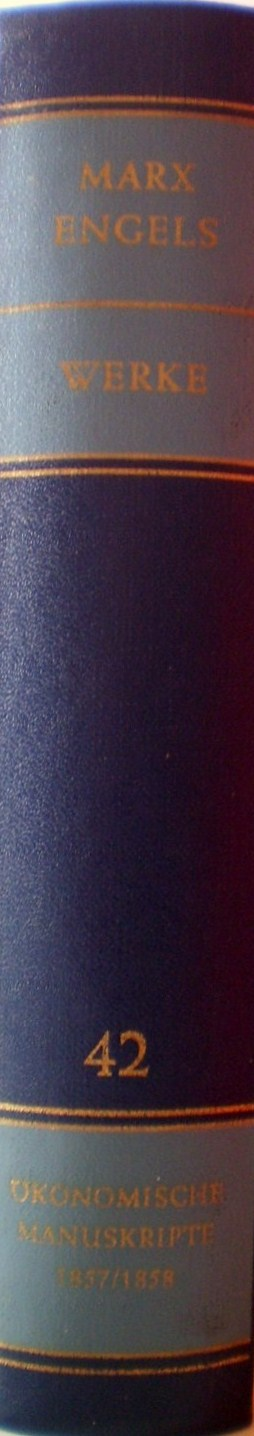
Grundrisse in der MEW-Ausgabe, 1983

Als Grundrisse der Kritik der politischen Ökonomie im weiteren Sinne, kurz Grundrisse, wird ein Manuskript bezeichnet, welches Karl Marx 1857–1858 in London verfasst hat. Eine allgemeine Einleitung hatte er in der letzten Woche des August 1857 entworfen. Das danach, zwischen Ende September 1857 und November 1858 entstandene Manuskript bildet die Grundrisse der Kritik der politischen Ökonomie im engeren Sinne und wird nach einem Brief von Marx an Engels auch als Rohentwurf bezeichnet. Marx entwickelte in den Grundrissen erstmals Grundlagen und Details seiner Theorie des Wertes, und darauf aufbauend der Theorie des Mehrwertes. Der Rohentwurf gehört zu den Vorarbeiten für Marx’ Hauptwerk Das Kapital.

## Veröffentlichung
Die Einleitung wurde 1902 von Karl Kautsky in Marx’ handschriftlichem Nachlass entdeckt und im März 1903 in der Zeitschrift Die Neue Zeit veröffentlicht. Die vollständigen Grundrisse wurden erst 1923 von Dawid Rjasanow im Nachlass gefunden. Obwohl das natürlich nicht sicher ist, so ist doch wahrscheinlich, dass selbst Friedrich Engels die Grundrisse nicht gelesen hat.
Der Rohentwurf des Manuskripts wurde zusammen mit einer genaueren Fassung der Einleitung und einigen weiteren Schriften von Marx erstmals 1939–1941 vom Institut für Marxismus-Leninismus beim ZK der KPdSU durch Pawel Weller in Moskau veröffentlicht. Ein fotomechanischer Nachdruck dieser Ausgabe erschien 1953 im Karl Dietz Verlag Berlin.

## Entstehung
Nachdem Marx 1850 nach London übersiedelt war, begann er seine während der Revolution von 1848/49 unterbrochenen ökonomischen Studien fortzusetzen. Dazu las er in der Bibliothek des British Museums unter anderem die Werke der bürgerlichen Ökonomen William Petty und François Quesnay sowie der Vertreter der klassischen englischen Ökonomie Adam Smith und David Ricardo. Aufgrund der Wirtschaftskrise von 1857 sahen er und Friedrich Engels die Möglichkeit einer Revolution gekommen. Daher arbeitete Marx intensiv an seiner ökonomischen Theorie. Zunächst begann er eine Fragment gebliebene Kritik an der Theorie des US-amerikanischen Ökonomen Henry Charles Carey und dem 1851 erschienenen Werk Harmonie économiques des französischen Ökonomen Frédéric Bastiats. Marx zeichnet darin den Übergang von der klassischen bürgerlichen Ökonomie zur Vulgärökonomie nach. Er brach diese Arbeit nach 10 Seiten ab und schrieb stattdessen die Einleitung. Danach beginnt in den Manuskripten der Rohentwurf mit einer Kritik an dem Buch De la Réforme des Banques von Alfred Darimon, einem Anhänger Pierre-Joseph Proudhons. An Engels schrieb er über seiner Tätigkeit am 8. Dezember 1857: „Ich arbeite wie toll die Nächte durch an der Zusammenfassung meiner ökonomischen Studien, damit ich wenigstens die Grundrisse im klaren habe bevor dem déluge.“
Ende März 1858 war die sichtende Arbeit im Groben abgeschlossen; ein Verleger war bereits gefunden. Aus gesundheitlichen Gründen konnte Marx das Manuskript jedoch nicht abschließen und die Arbeit erst im Herbst 1858 beenden. Er war jedoch mit der Darstellung unzufrieden, ging die Texte ein weiteres Mal durch und entwarf einen neuen Plan zum dritten Teil (Zur Kritik der politischen Ökonomie). Das 1941 veröffentlichte Manuskript hat von Marx keinen zusammenfassenden Titel erhalten; diesen haben die Herausgeber „aufgrund verschiedener Briefstellen gewählt“.

## Die Einleitung
Wie Marx im Vorwort der Schrift Zur Kritik der politischen Ökonomie von Januar 1859 erwähnt, nimmt die Einleitung Resultate in Thesenform vorweg.

### Produktion
Marx’ Ausgangspunkt bei der Beschreibung der materiellen Produktion sind die in Gesellschaft produzierenden Individuen, und daher die gesellschaftlich bestimmte Produktion der Individuen. Die Vorstellungen der bürgerlichen Ökonomen von ursprünglich einzeln, z. B. als vereinzelte Jäger und Fischer produzierenden Individuen bezeichnet Marx als „Robinsoniaden“, Einbildungen, durch welche das in freier Konkurrenz stehende Individuum der zwischen dem 16. und 18. Jahrhundert entstandenen bürgerlichen Gesellschaft idealisiert werde. Für ihn gilt dagegen: „Der Mensch ist im wörtlichsten Sinn ein ζῷον πολιτικόν, nicht nur ein geselliges Tier, sondern ein Tier, das nur in der Gesellschaft sich vereinzeln kann.“ Für Marx kann aus den allgemeinen, zeitunabhängigen Bedingungen der Produktion die wirkliche geschichtliche Stufe der Produktion nicht begriffen werden. Die wirkliche Produktion ist nicht „allgemein“, sondern entweder ein besonderer Produktionszweig, z. B. Agrikultur, Viehzucht, Manufaktur etc., oder sie ist die Totalität einer gesamten Gesellschaft.
Insbesondere sei das Kapital nicht abstrakt aufzufassen als die zum Produktionsinstrument verwendete angehäufte Arbeit, sondern von den spezifischen Verhältnissen der modernen bürgerlichen Produktion bestimmt. Daher sei das Kapital kein allgemeines ewiges Naturverhältnis.

### Produktion, Distribution, Austausch, Konsumtion
Diese vier Kategorien sind nach Marx’ Auffassung die unterschiedlichen Glieder einer Totalität.
Die Distribution sei nicht nur die Verteilung der Produkte, sondern auch der Produktionsinstrumente, sowie der Individuen unter bestimmte Produktionsformen.
Auch der Austausch für den privaten Konsum sei nur scheinbar unabhängig von der Produktion, sondern von dieser bestimmt aufgrund von Arbeitsteilung, Privatproduktion, sowie Entwicklung und Gliederung der Produktionsverhältnisse, z. B. zwischen Stadt und Land.
Somit sei die Produktion bestimmend, sie „greift über, sowohl über sich in der gegensätzlichen Bestimmung der Produktion, als über die andren Momente. Von ihr beginnt der Prozeß immer wieder von neuem“. Andererseits werde die Produktion „in ihrer einseitigen Form“ von den anderen Elementen bestimmt.

### Die Methode der politischen Ökonomie
Marx untersucht die Beziehung zwischen konkreten und abstrakten Kategorien in der Ökonomie. Dabei geht er auf das Problem der richtigen Reihenfolge in Forschung und Darstellung ein. Der Weg von der konkreten Bevölkerung, über Klassen, Lohnarbeit und Kapital, hin zu immer abstrakteren Begriffen wie Austausch, Arbeitsteilung, Preis sei von den Ökonomen des 17. Jahrhunderts beschritten worden. Die wissenschaftlich richtige Methode steige umgekehrt von dem Einfachen, wie Arbeit, Teilung der Arbeit, Bedürfnis, Tauschwert, auf bis zum Staat, Austausch der Nationen und Weltmarkt. Hierdurch werde das Konkrete aber lediglich gedanklich reproduziert. Die konkrete Wirklichkeit als Resultat des Denkens aufzufassen sei dagegen eine Illusion, welche Marx Hegel vorwirft: „Hegel fängt die Rechtsphilosophie richtig mit dem Besitz an, als der einfachsten rechtlichen Beziehung des Subjekts. Es existiert aber kein Besitz vor der Familie oder Herrschafts- und Knechtsverhältnissen, die viel konkretre Verhältnisse sind.“
Die Abstraktion der Kategorie besitzt selbst historische Voraussetzungen. Zum Beispiel scheine Arbeit eine ganz einfache und in ihrer Allgemeinheit uralte Kategorie, welche aber erst ökonomisch verwirklicht werde in der modernsten bürgerlichen Gesellschaft, den Vereinigten Staaten, in welcher die Individuen mit Leichtigkeit die Arbeit wechseln, und ihnen die bestimmte Art der Arbeit zufällig, und daher gleichgültig sei. Somit sei die Abstraktion der für alle Epochen gültigen Kategorien ein Produkt historischer Verhältnisse, nur für und innerhalb dieser seien die Kategorien voll gültig.
Die Kategorien zum Verständnis der bürgerlichen Gesellschaft gewährten zugleich Einsicht in die der untergegangenen Gesellschaftsformen, mit deren Trümmern und Elementen sie sich aufgebaut haben. Im Vergleich mit den vorherigen Gesellschaften seien die Kategorien in der derzeitigen jedoch immer in wesentlichem Unterschied entwickelt, verkümmert oder karikiert. Marx benutzt die Metapher: „Die Anatomie des Menschen ist ein Schlüssel zur Anatomie des Affen. Die Andeutungen auf Höheres in den untergeordneten Tierarten können dagegen nur verstanden werden, wenn das Höhere selbst schon bekannt ist.(...) Man kann Tribut, Zehnten etc. verstehn, wenn man die Grundrente kennt. Man muß sie aber nicht identifizieren.“
Eine Gesellschaft sei nur unter ganz bestimmten Umständen fähig, sich selbst zu kritisieren, ansonsten betrachte sie ihre Vorgänger einseitig als Stufen einer historischen Entwicklung zu sich selbst: „Die christliche Religion war erst fähig, zum objektiven Verständnis der früheren Mythologien zu verhelfen, sobald ihre Selbstkritik zu einem gewissen Grad, sozusagen δυνάμει fertig war. So kam die bürgerliche Ökonomie erst zum Verständnis der feudalen, antiken, orientalen, sobald die Selbstkritik der bürgerlichen Gesellschaft begonnen.“
Marx hält für jede historische, soziale Wissenschaft fest, „daß, wie in der Wirklichkeit so im Kopf, das Subjekt, hier die moderne bürgerliche Gesellschaft, gegeben ist und daß die Kategorien daher Daseinsformen, Existenzbestimmungen, oft nur einzelne Seiten dieser bestimmten Gesellschaft, dieses Subjekts ausdrücken und daß sie daher auch wissenschaftlich keineswegs da erst anfängt, wo nun von ihr als solcher die Rede ist.“

### Schlusskapitel
Im letzten Kapitel der Einleitung äußert sich Marx auch zum ungleichen Verhältnis der Entwicklung der materiellen Produktion zur künstlerischen. Bestimmte Kunstformen könnten nicht mehr produziert werden, sobald eine Gesellschaft in die Kunstproduktion als solche eintritt: „Ist Achilles möglich mit Pulver und Blei? Oder überhaupt die ‚Iliade‘ mit der Druckerpresse und gar Druckmaschine? Hört das Singen und Sagen und die Muse mit dem Preßbengel nicht notwendig auf, also verschwinden nicht notwendige Bedingungen der epischen Poesie?“
Den Genuss, welchen die griechische Kunst in der Moderne bietet, erklärt Marx aus dem Bewusstsein von der Unumkehrbarkeit der gesellschaftlichen Fortentwicklung:
„Ein Mann kann nicht wieder zum Kind werden, oder er wird kindisch. Aber freut ihn die Naivetät des Kindes nicht, und muß er nicht selbst wieder auf einer höhern Stufe streben, seine Wahrheit zu reproduzieren? Lebt in der Kindernatur nicht in jeder Epoche ihr eigner Charakter in seiner Naturwahrheit auf? Warum sollte die geschichtliche Kindheit der Menschheit, wo sie am schönsten entfaltet, als eine nie wiederkehrende Stufe nicht ewigen Reiz ausüben? Es gibt ungezogne Kinder und altkluge Kinder. Viele der alten Völker gehören in diese Kategorie. Normale Kinder waren die Griechen. Der Reiz ihrer Kunst für uns steht nicht im Widerspruch zu der unentwickelten Gesellschaftsstufe, worauf sie wuchs. Ist vielmehr ihr Resultat und hängt vielmehr unzertrennlich damit zusammen, daß die unreifen gesellschaftlichen Bedingungen, unter denen sie entstand und allein entstehn konnte, nie wiederkehren können.“

## Rezeption
Die Grundrisse wurden vor allem von Marxisten rezipiert, die sich vom Marxismus-Leninismus abgrenzen wollten. Einen großen Einfluss auf den westlichen Marxismus gewann Roman Rosdolskys Darstellung und Interpretation
Zur Entstehungsgeschichte des Marxschen ‚Kapital‘. Der Rohentwurf des Kapital 1857–1858.
Die erste vollständige Übersetzung der Grundrisse erschien von 1953 bis 1965 in fünf Bänden auf Japanisch unter dem Titel Keizaigaku hihan yōkō (経済学批判要綱). Die Ausgabe erreichte eine hohe Auflage von mehr als 57.000 Exemplaren. In seiner Interpretation Keizaigaku to rekishi ninshiki („Political Economy and Recognition of History“) analysiert Kiyoaki Hirata mithilfe der Grundrisse auch die Ausbreitung des Kapitalismus ausgehend von den westlichen fortgeschrittenen Staaten durch Einführung der Warenproduktion in den despotischen Staaten Asiens.
Auf Italienisch liegen vollständige, jeweils zweibändige Übersetzungen von Enzo Grillo (1968 und 1970) und von Hans-Georg Backhaus (1976) vor. Bereits 1954 hatte Lucio Colletti die Einleitung übersetzt und anknüpfend an die logische Schule Galvano Della Volpes den Einfluss von Immanuel Kant und Georg Wilhelm Friedrich Hegel auf Marx herausgestellt.
Als vollständiges und klassisches Hauptwerk wurden die Grundrisse von der Bewegung des Operaismus aufgefasst. Antonio Negri betont die Bedeutung der Grundrisse zum Verständnis des postmodernen, postfordistischen Kapitalismus. Großer Bedeutung in der Bewegung des Postoperaismus gewann Marx’ Konzept des „general intellect“ im Maschinenfragment für eine Analyse von immaterieller Arbeit, Kognitivem Kapitalismus und der Struktur abstrakter Dominanz, welche durch Wissen zu einem biopolitischen Kommando führt.
Auch für die Neue Marx-Lektüre spielten die Grundrisse eine einflussreiche Rolle. Interpreten wie Georg Backhaus, Helmut Reichelt und Gerhard Göhler konstatieren einen Prozess der Reduktion der Dialektik und der fortschreitenden Popularisierung bei der Darstellung der Wertformanalyse von den Grundrissen über die Erstauflage des Kapital hin zur zweiten Kapital-Auflage, wodurch Marx historisierenden und substanzialistischen Interpretationen Vorschub geleistet habe.

## Ausgaben
- Marx-Engels-Werkausgabe (MEW) Bd. 42, Seiten 19–875, Dietz, Berlin 1983.
- MEGA (2). Abteilung II, Band. 1.1-1.2 Das MEGA-Projekt online
- Einleitung auch in MEW Bd. 13, Seiten 615–641, Dietz, Berlin 1971 in: marx.works